# پایگاه هوایی نامپا/هاکی
پایگاه هوایی نامپا/هاکی (به انگلیسی: Nampa/Hockey Aerodrome) یک فرودگاه خصوصی است که یک باند فرود چمن دارد و طول باند آن ۵۴۹ متر است. این فرودگاه در کشور کانادا قرار دارد و در ارتفاع ۶۲۵ متری از سطح دریا واقع شده‌است.